# Carex cordillerana
Carex cordillerana är en halvgräsart som beskrevs av Saarela och B.A.Ford. Carex cordillerana ingår i släktet starrar, och familjen halvgräs. Inga underarter finns listade i Catalogue of Life.